# 성장 호르몬

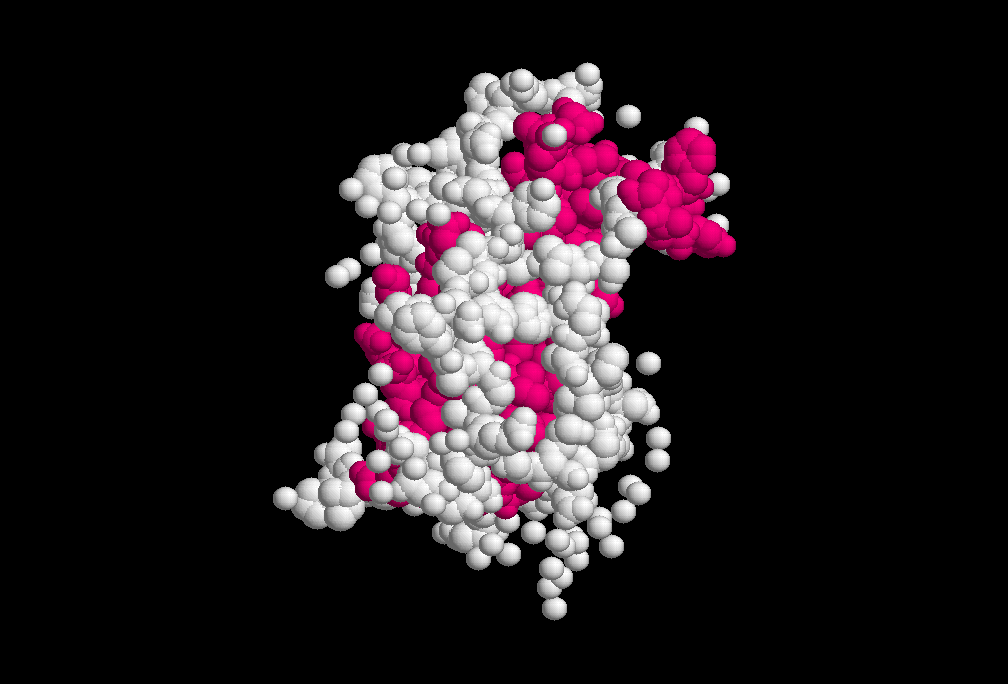
성장 호르몬의 공 모형으로 나타낸 입체적 구조

성장 호르몬(growth hormone; 옛 용어 생장 호르몬)은 뇌하수체에서 분비되는 펩타이드 호르몬이다. 성장 호르몬은 인간의 몸 성장을 촉진하며 그 외의 물질대사 조절 기능도 지닌다. 자극호르몬과 비자극호르몬의 성질을 동시에 가지며, 시상하부 호르몬에 의해 분비가 조절된다.

## 분비
성장 호르몬의 분비는 대부분의 뇌하수체 전엽 호르몬과 비슷하게 시상하부의 호르몬에 의해 통제된다. 시상하부는 성장 호르몬방출호르몬(Growth Hormon Releasing Hormone, GHRH)과 성장 호르몬억제호르몬(Growth Hormone Inhibiting Hormone, GHIH)을 통해 성장 호르몬의 분비를 조절한다. 성장 호르몬억제호르몬은 소마토스타틴(somatostatin)으로도 알려져 있다. 방출호르몬과 억제호르몬이 둘 다 존재하기 때문에 직접적인 음성 피드백은 일어나지 않는다.
성장 호르몬의 분비를 촉진하는 생리적 요인은 다음과 같다. 이런 요인들은 시상하부를 자극하여 성장 호르몬방출호르몬의 분비를 유도한다.
- 혈중 아미노산 증가
- 혈중 지방산 감소
- 혈당 감소
- 운동
- 적절한 스트레스
- 적절한 수면

## 성장과 관련이 없는 기능
성장 호르몬은 성장과 직접적인 관련이 없는 기능도 수행하는데, 그 기능들은 아래와 같다.
- 지방조직에 저장된 트리글리세리드의 분해를 촉진하여 혈중 지방산 농도를 높인다.
- 근육에 의한 포도당의 흡수를 억제한다. 따라서 근육은 성장 호르몬의 영향 아래 연료로 포도당 대신 지방산을 주로 사용하게 된다.

이와 같은 기능들은 장기간의 스트레스, 단식 상황에서의 에너지 사용 방식의 적응적 변화이다. 포도당밖에 연료로 사용할 수 없는 뇌와 신경조직을 위해 근육에서의 포도당 사용을 줄이는 것이다. 이와 같은 기능들은 성장 호르몬이 직접 표적기관에 작용하여 수행한다.

## 촉진 및 극대화 방법
아르기닌(L-Arginine)을 섭취를 하면 성장호르몬이 5배 증가한다는 연구 결과가 있다.
운동 중 근육에 스크래치가 생겨 젖산이 분비될 때도 성장 호르몬 분비가 촉진된다.
마지막으로 수면 중에 가장 많이 분비 된다. 특히 입면 2시간 후가 최고 점에 달한다.

## 성장 촉진 기능
성장 호르몬은 아래와 같은 성장 촉진 작용을 수행한다. 주의할 점은, 실제적으로 아래의 대부분의 기능을 수행하는 것은 성장 호르몬에 의해 간에서의 분비가 촉진되는 인슐린 유사 성장인자(IGF)라는 것이다. 이런 면에서 성장 호르몬은 자극호르몬의 기능을 한다.
- 연조직(soft tissue)의 세포 수와 크기를 증가시킨다.
- 세포자살을 억제한다.
- 단백질 합성을 자극한다.
- 단백질 분해를 억제한다.
- 뼈의 성장을 자극한다. 이는 실제로 분열이 가능한 부분인 뼈끝 연골세포의 증식을 촉진하여 이루어진다. 뼈의 성장은 연골이 증식하면서 길이가 늘어나고 기존의 연골 부위는 경골로 골화되는 것이다.

## 성장 호르몬이 근육량을 증가시키는지에 관한 논쟁
연구자들은 지금까지도 눈에 띄는 근육이란 것이 사이즈가 증가했음을 의미하는지 논쟁 중이다. 어쨌든 분명하게 해둘 점은 ‘근육량’이 ‘근육의 파워’와 같은 의미는 아니라는 점이다. 어떤 연구자들은 성장 호르몬이 인슐린과 같은 성장에 필요한 요소들을 증가시켜, 이것이 어떠한 부작용 없는 단백질 합성을 일으켜 근육량을 증가시켜 줄 것이라 말한다.
반면 다른 연구자들은 젊고 건강한 성인에게서 위의 주장을 뒷받침하는 근거를 전혀 발견할 수 없었다고 반박했다. 이 두번 째 의견의 경우, 성장 호르몬(HGH)이 단백질 합성에 영향을 줄 것이라 믿는 것은 플라시보 효과와 다를게 없으며, 단백질 합성에 아무런 영향을 주지 않는다는 연구 결과에 의해 더욱 뒷받침되고 있다.

## 관련 질병 및 치료, 응용
성장 호르몬이 결핍된 사람이나 동물은 왜소증에 걸릴 수 있다. 어린 척추동물의 뇌하수체를 제거하면 성장이 멈추게 된다. 이에 뇌하수체 추출물을 처리해 주면 증상이 일부 치료된다. 성장 호르몬 결핍 또는 부족으로 인한 왜소증은 성장 호르몬을 투여함으로써 완화 또는 치료될 수 있다. 성장 호르몬은 가축에 투여되어 근육과 단백질을 증대시키는 실용적 목적으로 사용되기도 한다.
성장 호르몬이 과다한 사람의 경우는 다른 기형이 없다면 젊은 시절까지는 주변 사람에게 인기를 끄는 경우도 있으나, 20세가 넘어서도 계속 키가 자라다가 30,40대의 젊은 시절에 죽는 사례가 언론에 보도된 경우가 많다.

## 같이 보기
- 말단비대증